# Hundarna (diktsamling)
Hundarna är en diktsamling av Werner Aspenström utgiven 1954. Tillsammans med Snölegend (1949) och Litania (1952) bildar den en trilogi.
Samlingen har en mörk grundton och består av fem avdelningar. I den första skildrar Aspenström sin barndomsmiljö i diktsviten Bergslag. I den andra återfinns skilda dikter, från de som antyder dödens närhet till kärleksdikt, naivistiska impressioner och uttryck för författarens ovilja mot att fästa sig vid någon som helst trossats. Den tredje avdelningen utgörs av resedikter med Venedig som huvudsakligt motiv. Den fjärde innehåller bland annat Estetik, som kan läsas som en kritik av 1950-talets poetiska idiom präglat av romantik och idyll, den symboliska titeldikten Hundarna och undergångsvisionen Många solar lyste. Samlingen avslutas med Död mans klagan som enda dikt i avdelning fem.